# 北馬遜山脈
北馬遜山脈（英語：North Masson Range）是南極洲的山脈，位於麥克羅伯特森地，屬於馬遜山脈的一部分，全長6公里，最高點海拔高度1,030米，由挪威製圖師根據該國探險隊的空中照片繪入地圖。
67°47′S 62°49′E / 67.783°S 62.817°E